# Finale del campionato mondiale femminile di calcio 2003
La finale del campionato mondiale femminile di calcio 2003 si tenne il 12 ottobre 2003 all'Home Depot Center a Carson tra le nazionali femminili di Germania e Svezia. Fu la finale della quarta edizione del campionato mondiale femminile di calcio, e terminò con la vittoria delle tedesche grazie a un golden gol di Nia Künzer nei tempi supplementari.

## Cammino verso la finale

### Germania
La prima finalista, ovvero la Germania, fu sorteggiata nel Gruppo C insieme a Canada, Giappone e Argentina.
La prima avversaria fu il Canada, che il 20 settembre a Columbus venne sconfitta 4-1 con il rigore di Wiegmann e le reti di Gottschlich, Prinz e Garefrekes che risposero all'iniziale vantaggio siglato da Sinclair. Nella seconda giornata le tedesche batterono 3-0 il Giappone con la rete di Minnert e la doppietta di Prinz. Alla terza e ultima giornata le tedesche sconfissero nettamente anche l'Argentina con la doppietta di Meinert e le reti di Wiegmann, Prinz, Pohlers e Müller. La classifica finale vide la Germania a punteggio pieno, seguita dal Canada con 6, Giappone con 3 e Argentina con 0, con queste ultime due eliminate.
Ai quarti, il 2 ottobre le tedesche affrontarono la Russia a Portland imponendosi per 7-1 con doppiette di Wunderlich e Prinz, e le reti di Müller, Minnert e Garefrekes.
La semifinale disputata tre giorni dopo sempre a Portland vide la Germania affrontare i favoriti Stati Uniti: tuttavia le tedesche si imposero per 3-0 con le reti di Garefrekes, Meinert e Prinz.

### Svezia
Le svedesi furono invece inserite nel gruppo A, insieme a Stati Uniti, Corea del Nord e Nigeria.
Il 21 settembre, le svedesi esordirono contro le favorite statunitensi che vinsero per 3-1 con reti di Lilly, Parlow e Boxx, intervallate dal gol svedese siglato da Svensson. Quattro giorni dopo la Svezia si riscattò contro la Corea del Nord vincendo 1-0 grazie alla rete iniziale di Svensson. La terza e ultima avversaria, la Nigeria, fu sconfitta 3-0 con la doppietta di Ljungberg e la rete di Moström. Le svedesi conclusero il girone al secondo posto dietro gli Stati Uniti; fuori invece Corea del Nord e Nigeria.
Il 1º ottobre, nei quarti di finale, le svedesi eliminarono il Brasile a Foxborough per 2-1, con le reti di Svensson e Andersson che resero nullo il momentaneo pareggio siglato da Marta su calcio di rigore. In semifinale a Portland contro il Canada, le svedesi andorono sotto a causa della rete canadese di Lang, ma ribaltarono il risultato nel finale con le reti di Moström e Öqvist. La partita terminò 2-1.

### Tabella riassuntiva del percorso
Note: In ogni risultato sottostante, il punteggio della finalista è menzionato per primo.
| Pos. | Squadra   | Pt | G | V | N | P | GF | GS | DR  |
| ---- | --------- | -- | - | - | - | - | -- | -- | --- |
| 1.   | Germania  | 9  | 3 | 3 | 0 | 0 | 13 | 2  | +11 |
| 2.   | Canada    | 6  | 3 | 2 | 0 | 1 | 7  | 5  | +2  |
| 3.   | Giappone  | 3  | 3 | 1 | 0 | 2 | 7  | 6  | +1  |
| 4.   | Argentina | 0  | 3 | 0 | 0 | 3 | 1  | 15 | -14 |

| Pos. | Squadra        | Pt | G | V | N | P | GF | GS | DR  |
| ---- | -------------- | -- | - | - | - | - | -- | -- | --- |
| 1.   | Stati Uniti    | 9  | 3 | 3 | 0 | 0 | 11 | 1  | +10 |
| 2.   | Svezia         | 6  | 3 | 2 | 0 | 1 | 5  | 3  | +2  |
| 3.   | Corea del Nord | 3  | 3 | 1 | 0 | 2 | 3  | 4  | -1  |
| 4.   | Nigeria        | 0  | 3 | 0 | 0 | 3 | 0  | 11 | -11 |

## Descrizione della partita

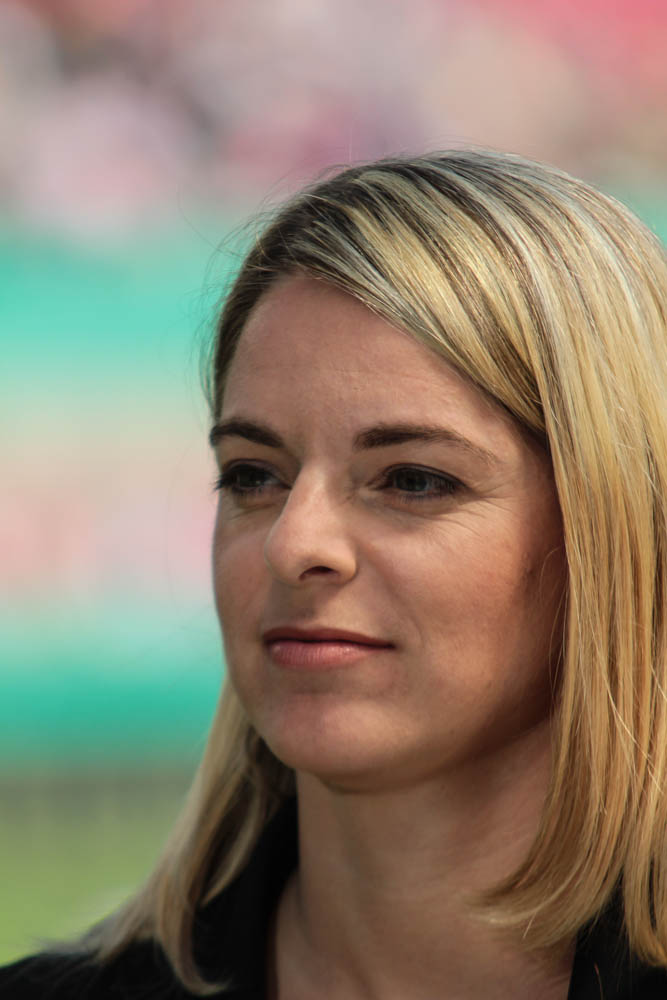
La difenditrice tedesca Nia Künzer ha segnato il golden goal nei tempi supplementari vincendo la Coppa del Mondo femminile 2003

In vista della finale, la Germania venne ritenuta leggermente favorita per via delle loro forti centrocampiste e dell'alto numero di gol segnati durante i turni precedenti del torneo. Entrambe le squadre hanno giocato con formazioni 4–4–2, ma la Germania ha schierato una delle sue attaccanti in una posizione più arretrata invece che in tandem in avanti. L'ufficiale di gara rumeno Cristina Ionescu è stato scelto come arbitro per la finale.
La Svezia ha tenuto la maggior parte del possesso palla nel primo tempo, vincendo il maggior numero di duelli a centrocampo e guadagnandosi diverse occasioni per segnare. La Germania ha ampiamente contrattaccato mentre cercava di coprire le lacune del proprio centrocampo che hanno anche lasciato isolate le sue attaccanti. L'attaccante svedese Victoria Svensson e l'attaccante tedesca Birgit Prinz ebbero due possibilità di segnare per parte vicino alla mezz'ora, costringendo rispettivamente Silke Rottenberg e Caroline Jönsson a parare. Malin Andersson ha tentato un mezzo tiro al volo dai 23 metri alla mezz'ora, ma il suo tiro andò oltre la traversa. Il primo gol è stato segnato al 41' dalla regista svedese Hanna Ljungberg, che ha raccolto un passaggio filtrante di Victoria Svensson e ha superato Rottenberg con un tiro dai 14 metri.
La Germania iniziò il secondo tempo segnando il gol del pareggio dopo appena 40 secondi grazie a un tiro di Maren Meinert; Kerstin Garefrekes intercettò un passaggio nella metà campo svedese e lo passò a Prinz, che fornì un diagonale a Meinert vicino al limite dell'area di rigore. La Svezia sostituì due centrocampiste ritirandosi in una posizione più difensiva consentendo a Ljungberg e Svensson di usare il loro ritmo per creare occasioni. La Germania, incoraggiata dal gol e con il controllo del ritmo di gioco dalla centrocampista Bettina Wiegmann, si spinse in avanti per trovare più occasioni e al 58' gli fu negato un rigore dopo che Garefrekes venne abbatutta in area da Jane Törnqvist.
Verso la fine dei tempi regolamentari, Ljungberg ha avuto tre occasioni per riportare in vantaggio la Svezia che furono sbagliate o salvate. La partita è rimasta in parità sull'1–1 ed è proseguita ai tempi supplementari. L'arbitro Cristina Ionescu assegnò un calcio di punizione dai 30 metri dopo che Kerstin Stegemann cadde dopo un duello con Victoria Svensson. Il calcio di punizione di Renate Lingor al 98' trovò Nia Künzer, subentrata nel secondo tempo e tra le giocatrici più basse in campo, che con un colpo di testa scavalcò Caroline Jönsson e segnò il golden goal che decise la partita. La Germania ha celebrato la vittoria per 2-1 cantando una versione di Guantanamera, mentre l'allenatrice della Svezia Marika Domanski Lyfors accusò Ionescu sulla sua controversa chiamata sul calcio di punizione.

## Tabellino
| Arbitro: | Cristina Ionescu |

|                             |           |               |
| Meinert 46’ Künzer 98’ (gg) | Marcatori | 41’ Ljungberg |

| Germania | Svezia |

| Germania (4-4-2)  |    |                      |  |     |
|                   |    |                      |  |     |
| P                 | 1  | Silke Rottenberg     |  |     |
| D                 | 2  | Kerstin Stegemann    |  |     |
| D                 | 17 | Ariane Hingst        |  |     |
| D                 | 13 | Sandra Minnert       |  |     |
| D                 | 19 | Stefanie Gottschlich |  |     |
| C                 | 18 | Kerstin Garefrekes   |  | 76’ |
| C                 | 10 | Bettina Wiegmann     |  |     |
| C                 | 6  | Renate Lingor        |  |     |
| C                 | 7  | Pia Wunderlich       |  | 88’ |
| A                 | 14 | Maren Meinert        |  |     |
| A                 | 9  | Birgit Prinz         |  |     |
| A disposizione:   |    |                      |  |     |
| A                 | 11 | Martina Müller       |  | 76’ |
| D                 | 4  | Nia Künzer           |  | 88’ |
| CT:               |    |                      |  |     |
| Tina Theune-Meyer |    |                      |  |     |

| Svezia (4-4-2)         |    |                   |  |     |
|                        |    |                   |  |     |
| P                      | 1  | Caroline Jönsson  |  |     |
| D                      | 4  | Hanna Marklund    |  |     |
| D                      | 2  | Karolina Westberg |  |     |
| D                      | 3  | Jane Törnqvist    |  |     |
| D                      | 7  | Sara Larsson      |  | 76’ |
| C                      | 9  | Malin Andersson   |  | 53’ |
| C                      | 6  | Malin Moström     |  |     |
| C                      | 18 | Frida Östberg     |  |     |
| C                      | 17 | Anna Sjöström     |  | 53’ |
| A                      | 10 | Hanna Ljungberg   |  |     |
| A                      | 11 | Victoria Svensson |  |     |
| A disposizione:        |    |                   |  |     |
| C                      | 14 | Linda Fagerström  |  | 53’ |
| C                      | 15 | Therese Sjögran   |  | 53’ |
| D                      | 5  | Kristin Bengtsson |  | 76’ |
| CT:                    |    |                   |  |     |
| Marika Domanski-Lyfors |    |                   |  |     |

| Assistenti arbitrali: Irina Mirt (Romania) Katarzyna Wierzbowska (Polonia) Quarto ufficiale: Sonia Denoncourt (Canada) | Regole dell'incontro - due tempi regolamentari da 90 minuti ciascuno; - due tempi supplementari da 30 minuti ciascuno in caso di parità; - tiri di rigore in caso di ulteriore parità; inizialmente cinque per squadra, e a oltranza fino a spareggio in caso di ulteriore parità; - numero massimo di 20 giocatrici per squadra a referto (11 in campo e 9 come potenziali sostituti); - tre sostituzioni permesse. |